# Andreas Seppi
Andreas Seppi (ur. 21 lutego 1984 w Bolzano) – włoski tenisista, reprezentant w Pucharze Davisa, olimpijczyk.

## Kariera tenisowa
Zawodowy tenisista w latach 2002–2022.
Początkowo grywał w zawodach rangi ITF Men’s World Tennis Tour. Pierwsze sukcesy w rozgrywkach z cyklu ATP Challenger Tour zaczął odnosić w roku 2008 kiedy to wygrał w lutym rozgrywki na kortach twardych w Bergamo. W turniejach rangi ATP Tour Seppi swój pierwszy triumf odniósł w czerwcu 2011 roku w Eastbourne, na nawierzchni trawiastej. Spotkanie finałowe wygrał z Serbem Janko Tipsareviciem. Drugi triumf odniósł w maju 2012 roku na kortach ceglanych w Belgradzie, pokonując Francuza Benoîta Paire’a. Kolejne zwycięstwo w zawodowych rozgrywkach odniósł w październiku 2012 roku w Moskwie, gdzie w finale pokonał Brazylijczyka Thomaza Bellucciego. Ponadto Seppi przegrał 7 finałów turniejów ATP Tour.
W grze podwójnej Włoch zwyciężył w 1 finale spośród 7 rozegranych w cyklu ATP Tour.
Reprezentant Włoch w Pucharze Davisa w latach 2004–2018. Rozegrał dla zespołu 45 meczów – w singlu zwyciężył w 20 spotkaniach, natomiast w deblu wygrał 4 pojedynki.
Seppi 3 razy uczestniczył w igrzyskach olimpijskich. Zarówno w Pekinie (2008), Londynie (2012), jak i Rio de Janeiro (2016) dochodził do 2 rundy gry pojedynczej. W deblu odpadał z rywalizacji w 1 rundzie imprez w Pekinie i Londynie, a w Rio de Janeiro osiągnął ćwierćfinał. W Londynie wystąpił ponadto w konkurencji gry mieszanej, w której zakończył swój udział w 1 rundzie.
W rankingu gry pojedynczej Seppi najwyżej był na 18. miejscu (28 stycznia 2013), a w klasyfikacji gry podwójnej na 50. pozycji (14 kwietnia 2014).

### Finały w turniejach ATP Tour
| Legenda                                      |
| -------------------------------------------- |
| Wielki Szlem                                 |
| Igrzyska olimpijskie                         |
| Tennis Masters Cup / ATP Finals              |
| ATP Masters Series / ATP Tour Masters 1000   |
| ATP International Series Gold / ATP Tour 500 |
| ATP International Series / ATP Tour 250      |

#### Gra pojedyncza (3–7)
| Końcowy wynik | Nr | Data                 | Turniej    | Nawierzchnia  | Przeciwnik             | Wynik finału           |
| ------------- | -- | -------------------- | ---------- | ------------- | ---------------------- | ---------------------- |
| Finalista     | 1. | 15 lipca 2007        | Gstaad     | Ceglana       | Paul-Henri Mathieu     | 7:6(1), 4:6, 5:7       |
| Zwycięzca     | 1. | 18 czerwca 2011      | Eastbourne | Trawiasta     | Janko Tipsarević       | 7:6(5), 3:6, 5:3 krecz |
| Zwycięzca     | 2. | 6 maja 2012          | Belgrad    | Ceglana       | Benoît Paire           | 6:3, 6:2               |
| Finalista     | 2. | 23 czerwca 2012      | Eastbourne | Trawiasta     | Andy Roddick           | 3:6, 2:6               |
| Finalista     | 3. | 23 września 2012     | Metz       | Twarda (hala) | Jo-Wilfried Tsonga     | 1:6, 2:6               |
| Zwycięzca     | 3. | 21 października 2012 | Moskwa     | Twarda (hala) | Thomaz Bellucci        | 3:6, 7:6(3), 6:3       |
| Finalista     | 4. | 8 lutego 2015        | Zagrzeb    | Twarda (hala) | Guillermo García-López | 6:7(4), 3:6            |
| Finalista     | 5. | 21 czerwca 2015      | Halle      | Trawiasta     | Roger Federer          | 6:7(1), 4:6            |
| Finalista     | 6. | 12 stycznia 2019     | Sydney     | Twarda        | Alex de Minaur         | 5:7, 6:7(5)            |
| Finalista     | 7. | 16 lutego 2020       | Nowy Jork  | Twarda (hala) | Kyle Edmund            | 5:7, 1:6               |

#### Gra podwójna (1–6)
| Końcowy wynik | Nr | Data                 | Turniej    | Nawierzchnia    | Partner            | Przeciwnicy                       | Wynik finału    |
| ------------- | -- | -------------------- | ---------- | --------------- | ------------------ | --------------------------------- | --------------- |
| Finalista     | 1. | 6 lutego 2006        | Zagrzeb    | Dywanowa (hala) | Davide Sanguinetti | Jaroslav Levinský Michal Mertiňák | 6:7(7), 1:6     |
| Finalista     | 2. | 18 lipca 2010        | Båstad     | Ceglana         | Simone Vagnozzi    | Robert Lindstedt Horia Tecău      | 4:6, 5:7        |
| Finalista     | 3. | 10 października 2010 | Tokio      | Twarda          | Dmitrij Tursunow   | Eric Butorac Jean-Julien Rojer    | 3:6, 2:6        |
| Finalista     | 4. | 9 stycznia 2011      | Ad-Dauha   | Twarda          | Daniele Bracciali  | Marc López Rafael Nadal           | 3:6, 6:7(4)     |
| Finalista     | 5. | 18 czerwca 2011      | Eastbourne | Trawiasta       | Grigor Dimitrow    | Jonatan Erlich Andy Ram           | 3:6, 3:6        |
| Finalista     | 6. | 6 października 2013  | Pekin      | Twarda          | Fabio Fognini      | Maks Mirny Horia Tecău            | 4:6, 2:6        |
| Zwycięzca     | 1. | 27 lutego 2016       | Dubaj      | Twarda          | Simone Bolelli     | Feliciano López Marc López        | 6:2, 3:6, 14–12 |